# Damien Boisseau
Damien Boisseau (14 aprile 1971) è un attore e doppiatore francese.
È noto per essere il doppiatore francese regolare di Edward Norton e Matt Damon, oltre ad aver prestato la voce ricorrentemente a James Marsden, Casper Van Dien, Josh Hartnett e Patrick Dempsey.

## Filmografia

### Attore

#### Cinema
- 1979 : Les Joyeuses Colonies de vacances di Michel Gérard : ruolo sconosciuto
- 1980 : Mio zio d'America (Mon oncle d'Amérique) di Alain Resnais : Jean adolescente
- 2010 : La Cour des miracles di Rémi Préchac e Alexandre de Seguins : Pierre «la settimana breve»

Cortometraggi
- 2009 : Paranoïa d'Ellis Chan : Marc
- 2011 : Postaction de Pascal Savard : primo poliziotto

#### Televisione

##### Telefilm
- 1980 : La Douceur et le Silence di Renée Darbon : il bambino
- 1981 : À nous de jouer di André Flédérick : ruolo sconosciuto
- 1981 : Le Rembrandt de Verrières di Pierre Goutas : ruolo sconosciuto
- 1996 : Les Enfants du mensonge di Frédéric Krivine : Pierre

##### Serie televisive
- 1978 : Les Cinq Dernières Minutes : Thomas (1º episodio)
- 1983 : La Chambre des dames di Yannick Andréi : Vivien (1º episodio)
- 1985 : Madame et ses flics : Christophe (1º episodio)
- 1993 : Seconde B : David (1º episodio)
- 2008 : Duval et Moretti : la voce del falso Moretti (1º episodio)

### Doppiatore
- Matt Damon in: Will Hunting - Genio ribelle, Salvate il soldato Ryan, Dogma, Passione ribelle, La leggenda di Bagger Vance, Ocean's Eleven - Fate il vostro gioco, Jay & Silent Bob... Fermate Hollywood!, The Bourne Identity, Fratelli per la pelle, Jersey Girl, The Bourne Supremacy, Ocean's Twelve, Syriana, I fratelli Grimm e l'incantevole strega, The Departed - Il bene e il male, The Good Shepherd - L'ombra del potere, The Bourne Ultimatum - Il ritorno dello sciacallo, Ocean's Thirteen, The Informant!, Un'altra giovinezza, Invictus - L'invincibile, Il Grinta, Hereafter, I guardiani del destino, Green Zone, Contagion, La mia vita è uno zoo, Margaret, Promised Land, Elysium, Monuments Men, Interstellar, Sopravvissuto - The Martian, Jason Bourne, The Great Wall, Thor: Ragnarok, Suburbicon, Downsizing - Vivere alla grande, Unsane, Le Mans '66 - La grande sfida, Jay e Silent Bob - Ritorno a Hollywood, La ragazza di Stillwater, The Last Duel, Thor: Love and Thunder
- Jason Schwartzman in:

Hotel Chevalier (2007) - Jack Whitman

Il treno per il Darjeeling (The Darjeeling Limited)  (2007) - Jack Whitman
- Paolo Montalbán in:

Cenerentola (1997) - principe Christopher
- Justin Whalin in:

Miracolo a mezzanotte (1998) - Henrik Koster
- James Marsden in:

Sonic - Il film (Sonic the Hedgehog) (2020) - Tom Wachowski
Sonic - Il film 2 (Sonic the Hedgehog 2) (2022) - Tom Wachowski
Sonic 3 - Il film (Sonic the Hedgehog 3) (2024) - Tom Wachowski